# Šizuo Fukui
Šizuo Fukui (japonsky 福井 静夫, Fukui Šizuo; 1913 – 4. listopadu 1993) byl důstojník-konstruktér japonského císařského námořnictva a fotograf. Po druhé světové válce se věnoval publikaci historie plavidel císařského námořnictva.
Jeho třetí syn Takeo Fukui byl prezidentem Honda R&D a Honda.

## Život
V roce 1938 vystudoval lodní stavitelství na Tokijské císařské univerzitě a od srpna 1941 působil ve štábu Kaigun gidžucu kenkjúšo (海軍技術研究所 ~ námořní technický výzkumný ústav).
Od února 1942 pracoval v Dai 101 kósaku bu (第101工作部 ~ 101. konstrukční divize), která působila na námořní základně Seletar v Singapuru, a od dubna 1943 v konstrukční divizi Kure kaigun kóšó (呉海軍工廠 ~ Námořní arzenál Kure). Koncem roku 1944 dohlížel na provizorní opravu torpédoborce Amacukaze v Seletaru. Amacukaze přišel o příď (včetně můstku a předních dvou kotelen) po zásahu torpédem z ponorky USS Redfin 16. ledna 1944 a v Singapuru byl opravován od listopadu 1944 do února 1944.
Od května 1945 působil Fukui jako kontrolor v Zósenbu (造船部 ~ sekce lodních konstrukcí) Kaigun kansei honbu (海軍艦政本部 ~ námořní technický úřad). Po japonské kapitulaci odešel v září 1945 do zálohy.
Od roku 1948 pracoval jako technický důstojník pro japonskou pobřežní stráž a v roce 1952 odešel do důchodu.

## Publikace
Po japonské kapitulaci spolupracoval se spojeneckými zpravodajci. Výsledkem spolupráce byla studie popisující stav jednotlivých plavidel císařského námořnictva na konci války, která byla poprvé vydána v roce 1947 jako Japanese Naval Vessels at the End of World War II. Fukui rovněž poskytl materiál německému historikovi Erichu Grönerovi, který jej použil pro svoji práci, kterou ale nedokončil. Po Grönerově smrti ji zkompletovali a vydali Hansgeorg Jentschura, Dieter Jung a Peter Mickel – nejprve roku 1970 v němčině a v roce 1977 i v angličtině jako Warships of the Imperial Japanese Navy 1869-1945.

## Kariérní postup
- 15. listopadu 1940 – zósen tai'i (造船大尉 ~ námořní kapitán/konstruktér)[1]
- 1. listopadu 1942 – gidžucu tai'i (技術大尉 ~ námořní kapitán/technik)[1]
- 15. října 1944 – gidžucu šósa (技術少佐 ~ komandér-poručík/technik)[1]
- září 1945 – odchod do zálohy[1]